# Prétot-Sainte-Suzanne
Ne doit pas être confondu avec Prétot-Vicquemare.
Pour les articles homonymes, voir Prétot et Sainte-Suzanne.
Prétot-Sainte-Suzanne est une ancienne commune française du département de la Manche et de la région Normandie, devenue le 1er janvier 2016 une commune déléguée au sein de la commune nouvelle de Montsenelle.
Elle est peuplée de 293 habitants.

## Toponymie
Le nom de la localité est attesté sous la forme Piretot vers 1164 et Peretoth vers 1190.
Homonymie avec Prétot-Vicquemare (Seine-Maritime, Peretot vers 1210); Prétot à Étainhus (Seine-Maritime, Peretot fin XIIe siècle); Prétot à Granville (Manche) et Hôtel-Prétot à Remilly-sur-Lozon (Manche),.
Le type toponymique Prétot remonte à un composé anglo-scandinave Pyriġ-topt avec le vieil anglais pyriġ « poirier » ou scandinave Pera-topt avec le vieux norrois pera « poire », à moins d'y voir le nom de personne germanique Pero, auquel cas, il serait associé au moins cinq fois au même appellatif -tot, alors qu'on le retrouve rarement ailleurs dans la toponymie normande (notamment pas dans les toponymes en -ville beaucoup plus nombreux).
L'appellatif tot est issu du vieux scandinave topt, « terrain constructible », puis « ferme ».
Le sens global est donc vraisemblablement « ferme du poirier », la version française Ferme du Poirier étant par ailleurs formellement attestée dans la partie nord de la France. À noter que le poirier était un arbre particulièrement répandu en Normandie au Moyen Âge.
On note un parallèle avec les noms en -tot associés à des noms de végétaux :
- Plumetot : Plūma-topt « ferme du prunier » ;
- Lintot + Lintentot + au moins six autres hameaux : Lind(e)-topt « ferme du tilleul » ;
- Bouquetot plus au moins trois hameaux : Bók-topt « ferme du hêtre » ;
- Ectot , Ecquetot plus au moins douze autres communes ou lieux-dits : Eski-topt « ferme des frênes ».

## Histoire

### Moyen Âge
Robert de Péretot (XIe siècle) et sa femme Béatrix donnèrent pour dot à leur fils, qui se fit moine, la partie de l'église qui leur appartenaient à l'abbaye de Lessay.

### Temps modernes
En 1491, 1492 et 1514, un Jean d'Orglandes est qualifié de seigneur de Prétot et d'Auvers.
Au XVIIe siècle, Jacques d'Orglandes († 1621) est seigneur de Prétot. Lieutenant général d'artillerie du roi Louis XIII, il meurt au siège de Montauban tenu par les Huguenots.

### Révolution française et Empire
À la création des cantons, Prétot est chef-lieu de canton. Ce canton est supprimé lors du redécoupage cantonal de l'an IX (1801).

### Époque contemporaine
En juin et juillet 1944, lors du débarquement, la commune enregistra d'importants dégâts et comptabilisa de nombreuses victimes.
En 1973, la commune de Prétot a fusionné avec Sainte-Suzanne-en-Bauptois, qui a gardé le statut de commune associée jusqu'en 1980. À cette date, la commune a pris le nom de Prétot-Sainte-Suzanne.

## Politique et administration

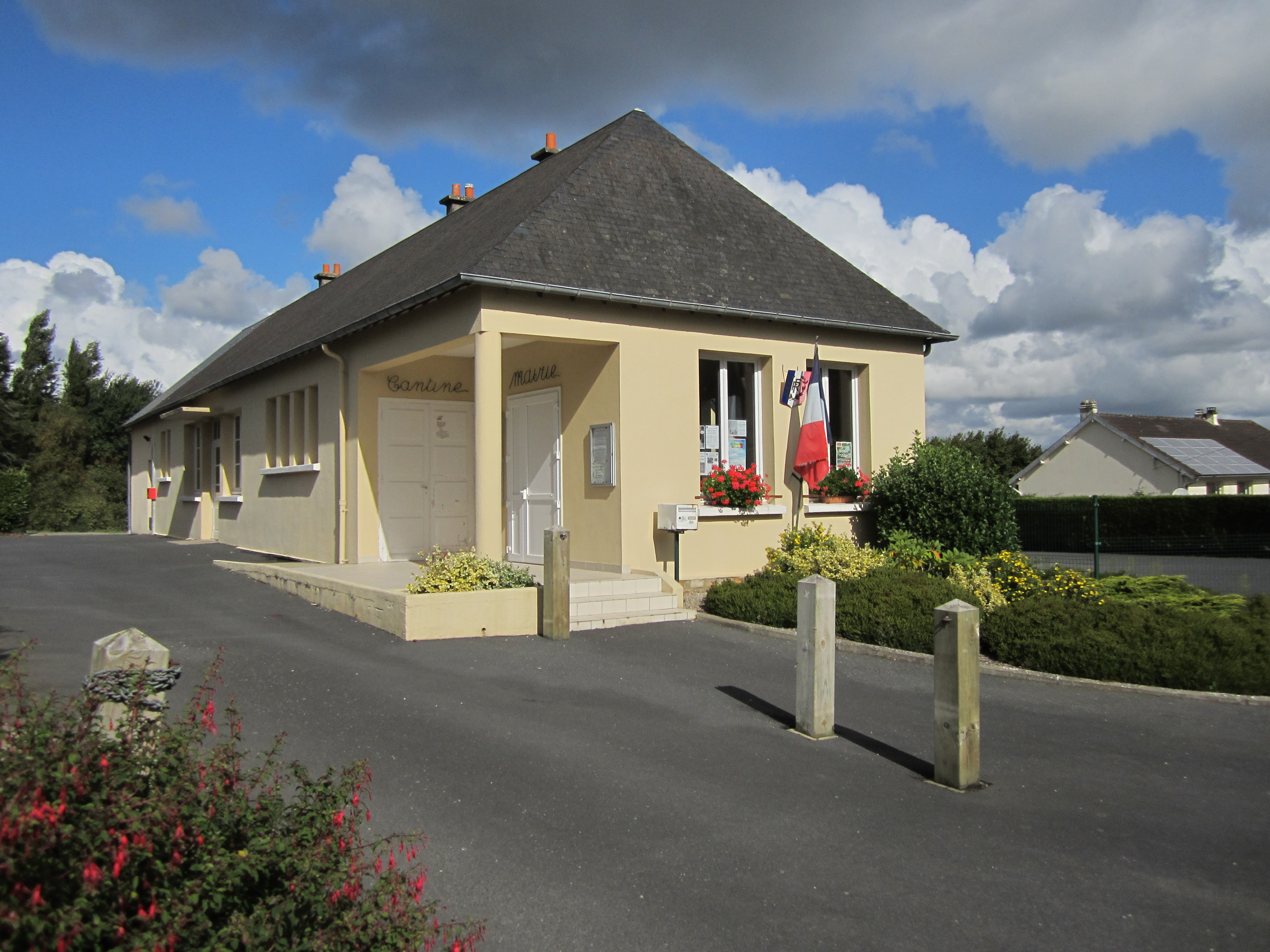
La mairie.

| Période                                  | Période      | Identité                     | Étiquette | Qualité     |
| ---------------------------------------- | ------------ | ---------------------------- | --------- | ----------- |
| mai 1816                                 | février 1831 | Pelage Leconte Descoursières |           | Cultivateur |
| février 1831                             | février 1881 | Jean Baptiste Lenesley       |           |             |
| février 1881                             | 1897         | Louis Fortin                 |           |             |
|                                          |              |                              |           |             |
| mars 1977                                | juin 1995    | Georges Lefebvre             |           |             |
| juin 1995                                | mars 2008    | Bernard Énault               |           |             |
| mars 2008                                | mars 2014    | Daniel Rose                  | SE        |             |
| mars 2014                                | En cours     | Thierry Renaud               | SE        |             |
| Les données manquantes sont à compléter. |              |                              |           |             |

## Population et société

### Démographie
En 2021, la commune comptait 293 habitants. Depuis 2004, les enquêtes de recensement dans les communes de moins de 10 000 habitants ont lieu tous les cinq ans (en 2007, 2012, 2017, etc. pour Prétot-Sainte-Suzanne) et les chiffres de population municipale légale des autres années sont des estimations.
| 1793 | 1800 | 1806  | 1821  | 1831  | 1836  | 1841 | 1846 | 1851 |
| ---- | ---- | ----- | ----- | ----- | ----- | ---- | ---- | ---- |
| 788  | 783  | 1 121 | 1 117 | 1 004 | 1 010 | 927  | 832  | 790  |

| 1856 | 1861 | 1866 | 1872 | 1876 | 1881 | 1886 | 1891 | 1896 |
| ---- | ---- | ---- | ---- | ---- | ---- | ---- | ---- | ---- |
| 749  | 734  | 736  | 617  | 630  | 582  | 565  | 508  | 480  |

| 1901 | 1906 | 1911 | 1921 | 1926 | 1931 | 1936 | 1946 | 1954 |
| ---- | ---- | ---- | ---- | ---- | ---- | ---- | ---- | ---- |
| 439  | 443  | 437  | 423  | 406  | 412  | 428  | 383  | 363  |

| 1962 | 1968 | 1975 | 1982 | 1990 | 1999 | 2007 | 2011 | 2016 |
| ---- | ---- | ---- | ---- | ---- | ---- | ---- | ---- | ---- |
| 356  | 310  | 365  | 353  | 374  | 360  | 330  | 306  | 297  |

| 2019 | - | - | - | - | - | - | - | - |
| ---- | - | - | - | - | - | - | - | - |
| 299  | - | - | - | - | - | - | - | - |

| 1793 | 1800 | 1806 | 1821 | 1831 | 1836 | 1841 |
| ---- | ---- | ---- | ---- | ---- | ---- | ---- |
| 164  | 182  | 247  | 256  | 150  | 163  | 151  |

| 1846 | 1851 | 1856 | 1861 | 1866 | 1872 | 1876 |
| ---- | ---- | ---- | ---- | ---- | ---- | ---- |
| 178  | 160  | 150  | 154  | 158  | 165  | 164  |

| 1881 | 1886 | 1891 | 1896 | 1901 | 1906 | 1911 |
| ---- | ---- | ---- | ---- | ---- | ---- | ---- |
| 143  | 181  | 169  | 156  | 155  | 154  | 171  |

| 1921 | 1926 | 1931 | 1936 | 1946 | 1954 | 1962 |
| ---- | ---- | ---- | ---- | ---- | ---- | ---- |
| 145  | 84   | 100  | 125  | 91   | 106  | 115  |

| 1968 | - | - | - | - | - | - |
| ---- | - | - | - | - | - | - |
| 104  | - | - | - | - | - | - |

## Économie
La commune se situe dans la zone géographique des appellations d'origine protégée (AOP) Beurre d'Isigny et Crème d'Isigny.

## Culture locale et patrimoine

### Lieux et monuments

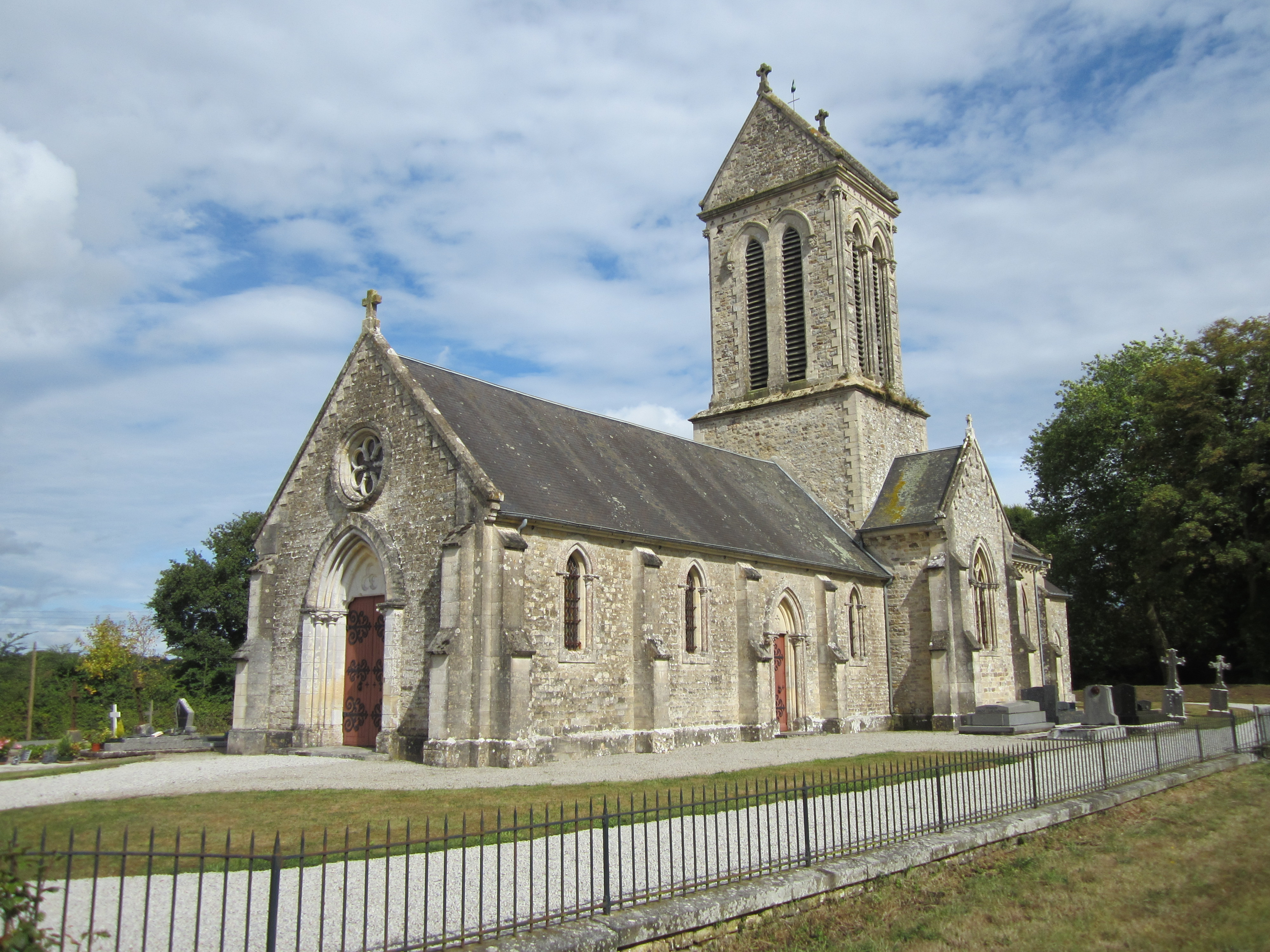
L'église Sainte-Suzanne.

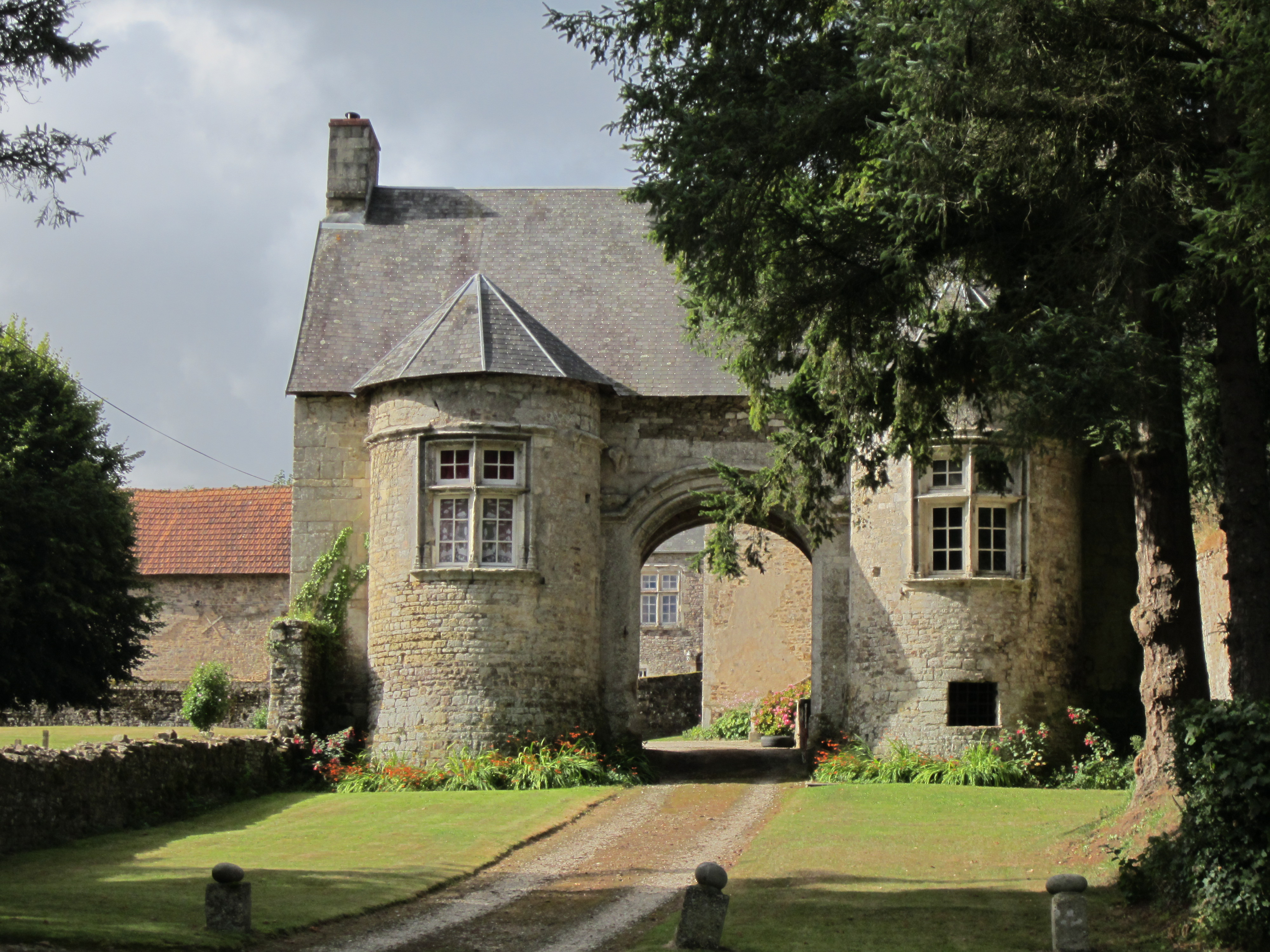
La poterne du château de Prétot.

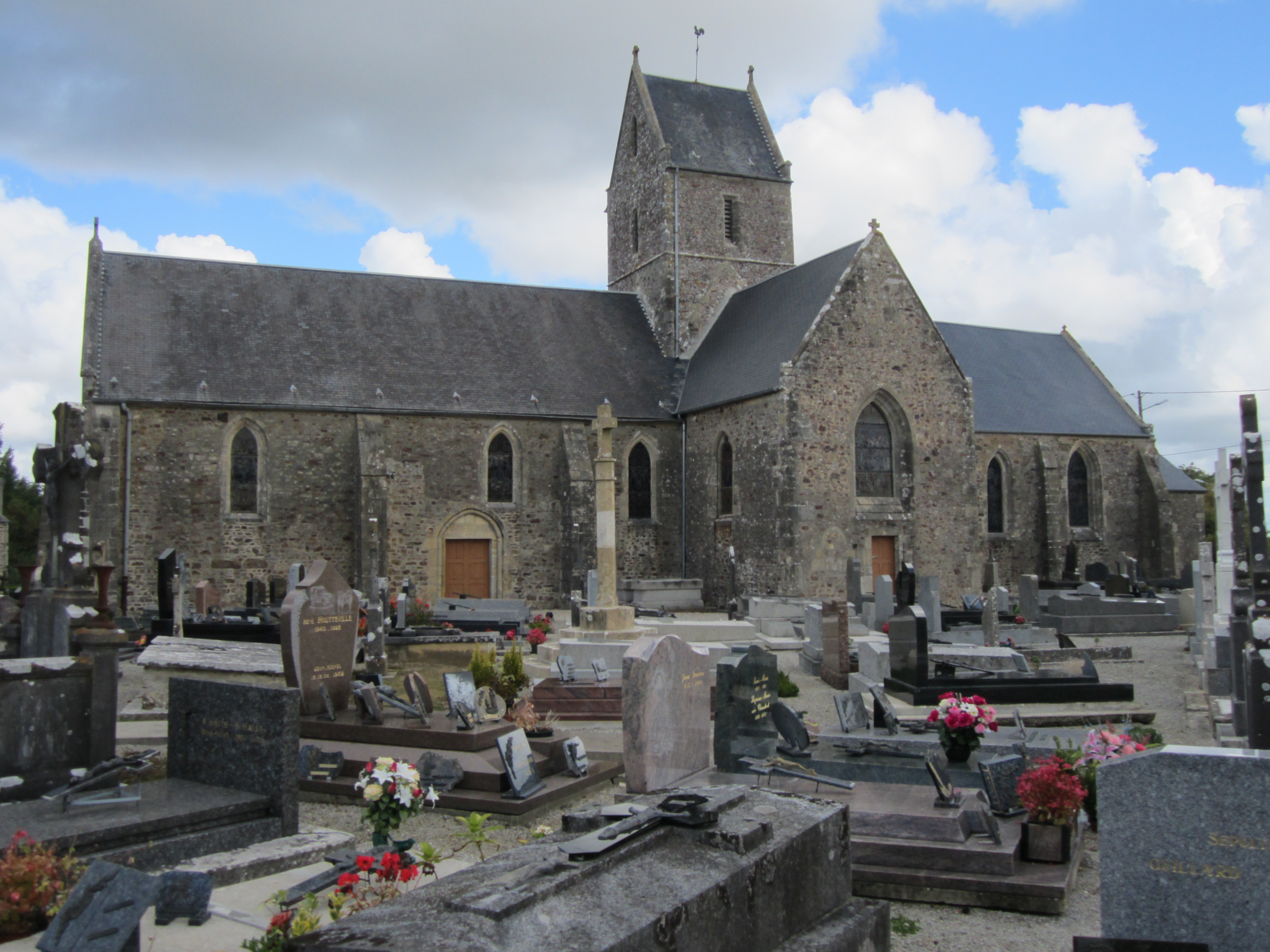
L'église Saint-Pierre de Prétot.

- Château de Sainte-Suzanne du XVIIIe siècle.
- Château de Prétot. Il est composé d'un logis principal du XVIIe siècle[18], d'une chapelle surmontée d'un campanile de style flamboyant avec son abside renforcée par des contreforts et d'un pigeonnier. On accède au château par une porterie monumentale avec une unique porte charretière en arc légèrement surbaissé du XVIe siècle[18] encadrée par deux tourelles engagées qui s'éclairent aujourd'hui par des fenêtres à meneaux.
- Motte de Prétot. La plate-forme très étroite de plan quadrangulaire, se dresse derrière le château dont les plus anciennes parties remontent au XIIIe siècle[19]. En 1638, dans un aveu de François d'Orglandes est signalé une motte à Prétot. La motte est située dans l'angle d'un champ, près du bourg, à quelque dix mètres du château actuel qui surplombe le village. C'est un ouvrage quadrangulaire d'une trentaine de mètres de long avec une largeur au sommet de huit mètres et une hauteur variant de sept à huit mètres côté nord, et seulement d'un mètre cinquante côté sud, où subsiste encore un fossé assez important d'environ cinq mètres de large alimenté par le ruisseau la Senelle qui le traverse. Le champ, quoique très vaste, pourrait être l'emplacement de la basse-cour[20].
- Église Saint-Pierre des XVe – XIXe siècles, en forme de croix. Elle abrite une Vierge de calvaire dite Sainte-Opportune des XVe – XVIe siècles et un groupe sculpté saint Roch, l'ange et le chien, classés au titre objet aux monuments historiques[21] ainsi qu'un maître-autel du XVIIIe, les statues Notre-Dame des Avents du XVIe et sainte Barbe et sa tour du XVIe, une verrière du XXe de A. Vigneron[7].
- Croix de cimetière du XVIIe siècle, croix de chemin dite de la Malasserie du XIXe siècle.

Pour mémoire
- Quatre moulins.

### Personnalités liées à la commune
- Jean-Baptiste-Siméon Dudouyt (Prétot, 1778 - 1865), médecin et député de la Manche de 1830 à 1837.
- Alain Jouffroy (1928-2015), poète, habite Prétot-Sainte-Suzanne[22].
- Jean Moré (né en 1947), artiste, inventeur des « Colonnes flottantes », habite Prétot-Sainte-Suzanne[23].